# Cap Ngeluul
Le cap Ngeluul est un cap situé à l'extrême nord de l'île d'Angaur dans l'État du même nom aux Palaos.

## Toponymie
Le nom local du cap est Bkul a Ngeluul.

## Géologie
Le littoral du cap est composé de gravats et de calcaire coralliens composé de fragments de corail, de sable et de matériaux fins agglomérés (récent et pléistocène). Les hauteurs du cap sont composées de fragments de corail, de sable et de matériaux fins agglomérés (pliocène et pléistocène, tertiaire et quaternaire).

## Sources